# San Gillio
San Gillio là một đô thị ở tỉnh Torino trong vùng Piedmont, có vị trí cách khoảng 15 km về phía tây bắc của Torino, nước Ý. Tại thời điểm ngày 31 tháng 12 năm 2004, đô thị này có dân số 2.627 người và diện tích là 8,9 km².
San Gillio giáp các đô thị: La Cassa, Val della Torre, Druento, Givoletto, Pianezza, và Alpignano.